# HMS Buttercup (1940)
HMS Buttercup (K193) (англ. Его Величества Корабль «Лютик») — британский корвет типа «Флауэр», участвовавший во Второй мировой войне в составе флотов Великобритании и Бельгии, а затем служивший в составе ВМС Норвегии (под именем «Nordkyn»). Позже переоборудован в китобойное судно «Thoris», плавал до 1969 года.

## История
Корабль начал строиться в 1940 году и был спущен на воду 10 апреля 1941 года. 23 мая был передан бельгийскому флоту — части Сил Свободной Бельгии, (вторым корветом подобного типа был HMS Godetia). В конце 1944 года территория Бельгии была освобождена, и корабль вернулся под контроль ВМС Великобритании.
20 декабря 1944 года Военно-морские силы Норвегии договорились о том, что приобретут корвет «Баттеркап», чтобы заменить корвет типа «Касл» «Тунсберг Касл», который 12 декабря 1944 года подорвался на мине у побережья Финнмарк. Судно служило с 15 февраля 1945 года в составе Ливерпульских эскортных сил, в составе группы B2 сопровождало по два конвоя на Запад и на Восток через Атлантику. Ни один конвой не был атакован. 6 мая 1945 года корабль вернулся в Ливерпуль и получил указания уходить в Росайт, чтобы готовиться к отплытию в Норвегию.
13 мая 1945 года на судне в Осло отправились представители высшего руководства ВМС Норвегии. В 1946 году корвет был официально куплен Норвегией, получив имя «Nordkyn» (Нордкюн), и стал охранять рыболовные суда. Командиром корабля стал коммандер Оскар Хауге: 28 июля 1948 года корабль совершил переход в Свальбард, доставив капитана Рольфа фон Крога в состав экспедиции Норвежского полярного института. «Нордкюн» доставил гидрографическое оборудование с Медвежьего острова на Шпицберген. Со 2 по 9 сентября корвет служил базой для морского бомбардировщика Consolidated PBY Catalina, который использовался Полярным институтом для составления карт ледников. 18 сентября «Нордкюн» вернулся в Тромсё. В 1950 году переквалифицирован во фрегат, получив номер F309.
9 апреля 1956 года в Хортене «Нордкюн» был исключён из корабельного состава. В 1957 году продан китобойной компании Thor Dahl A/S в Саннефьорде, затем компания Framnæs Mekaniske Værksted переоборудовала корабль в китобойное судно и переименовала в «Thoris». Судно несколько раз ходило к берегам Антарктики. В июне 1969 года продан и пущен на слом в Гримстаде.